# 响水河 (九龙河)
响水河位于中国云南省师宗县境内，是九龙河右岸支流，发源于师宗县丹凤镇色从山（原属大同镇），向东北流经丹凤镇长桥、古城、海晏、山龙和竹基镇的七排等村，最后于竹基镇响水村入九龙河。河长37.7公里，落差504.5米，流域面积583平方公里。河道比降72.2‰。